# Linia kolejowa Smoleńsk – 462 km
Linia kolejowa Smoleńsk – 462 km – linia kolejowa w Rosji łącząca stację Smoleńsk z przystankiem 462 km i z granicą państwową z Białorusią. Zarządzana jest przez Kolej Moskiewską (część Kolei Rosyjskich). Jest to fragment linii Smoleńsk - Witebsk.
Linia położona jest w Smoleńsku oraz w obwodzie smoleńskim. Zelektryfikowana jest od Smoleńska do łącznicy z linią Smoleńsk – Krasnoje. Odcinek Smoleńsk - Kuprino jest dwutorowy. Pozostała część w stronę granicy z Białorusią jest jednotorowa.

## Historia
Linia została otwarta w 1868 jako część Kolei Orłowsko-Witebskiej (później Kolej Rysko-Orłowska).